# Dorothy Lyndall
Dorothy Lyndall (4 mai 1891 - 11 mai 1979) est une danseuse et professeure de danse américaine.

## Jeunesse
Dorothy Stewart Lyndall est née à Los Angeles en 1891, elle est la fille de Charles Penny Lyndall et de Deborah Stewart Lyndall,. Elle fréquente l'Université de Californie à Los Angeles.

## Carrière
Lyndall se produit dans les années 1910 avec les danseurs de Norma Gould,,,,. Sa partenaire est la danseuse et mannequin Bertha Wardell,. Elle ouvre sa propre école de danse à Los Angeles,. Parmi ses élèves, dans les années 1930, se trouve la chorégraphe Myra Kinch et Yuriko Kikuchi, qui dansent plus tard avec Martha Graham,  et à Broadway. Une autre ancienne élève, Janet Collins (en), se souvient affectueusement de Lyndall : « Dorothy Lyndall était la plus grande passionnée de danse et amoureuse de la danse que j'aie jamais connue. Elle aimait la danse et aimait les danseurs. Elle était littéralement une Socrate de la danse - elle rassemblait les danseurs sous ses ailes comme une mère poule avec ses poussins ». Adrienne Dore danse dans des productions en 1931 dirigés par Lyndall,.
En 1935, Lyndall et Myra Kinch donnent un cours d'eurythmique à l'Université de l'Arizona, dans un cours de danse dirigée par l'élève de Lyndall, Genevieve Brown Wright. Lyndall enseigne et se produit jusqu'en 1948, lorsqu'elle va à Hawaï pour étudier la danse pour enfants. Elle est aussi fréquemment à Tucson en Arizona. En 1951, elle rend visite à Geneviève Wright en Arizona.
Lyndall est membre de la Dancers' League. Elle a également écrit de la poésie, dont certaines ont été publiées dans The Lyric West ,.

## Vie privée
Dorothy Lyndall et Margaret Rees ont voyagé ensemble dans le sud-ouest américain, à Hawaï et au Mexique. Leur collection de photographies et de cartes postales se trouve dans les bibliothèques de l'Université de Californie à Irvine. Lyndall est décédée en 1979, à Fontana, en Californie, à l'âge de 88 ans. Sa tombe se trouve au Mission City Memorial Park à Santa Clara, en Californie.